# 안남국왕
안남국왕(安南國王)은 베트남의 황제를 달리 이르는 말이다.

## 개요
베트남의 황제들은 기원전부터 중국의 군주로부터 명목상으로 국왕으로 책봉되었다. 1174년 이조의 리 영종은 송나라로부터 안남국왕의 칭호를 받았다. 이 후 중국의 왕조는 베트남의 역대 황제에게 이 칭호를 오랫 동안 부여하였다.
그 후 1803년 응우옌 왕조의 응우옌 태조는 개국과 동시에 청나라에 사신을 보내 책봉과 국호를 남비엣으로 인정해 줄 것을 요청하였다. 하지만 청나라는 옛날 광동성과 광서성 지역에 남월국이 존재했던 것을 문제 삼아 인정해주지 않다가 이듬 해인 1804년 글자를 바꿔 베트남으로 부르게 하였으며, 3년에 한 차례씩 조공을 올리게 하였다.

## 기록상의 베트남 군주
- 남월국: B.C 196년 남월왕에 책봉됨. (한서(漢書))
- 정조: 972년 교지군왕(交趾郡王)에 책봉됨. (송사(宋史))
- 전여조: 986년 정해절도사(靜海節度使), 993년 교지군왕, 997년 남평왕(南平王)에 책봉됨. (송사)
- 이조: 1009년 교지군왕, 1087년 남평왕, 1174년 안남국왕에 책봉됨. 이조에서 새 황제가 즉위하면 송나라는 교지군왕의 칭호를 부여하였고, 추후 남평왕으로 격상해 주었고, 사후에는 시중남월왕의 칭호를 부여하였다. (송사)
- 진조: 1258년 안남국왕에 책봉됨. (원사(元史))
- 호조: 1401년 안남국왕에 책봉됨. (명사(明史))
- 후여조(전기): 1428년 권서안남국사(權署安南國事)에 책봉됨. 추후 안남국왕에 책봉됨. (명사)
- 막조: 1540년 안남도통사(安南都統使)에 책봉됨. (명사)
- 후여조(후기): 1599년 안남도통사, 1667년 안남국왕에 책봉됨. (명사, 청사(淸史))
- 서산조: 1789년 안남국왕에 책봉됨. (청사)
- 완조: 1804년 월남국왕에 책봉됨. (청사)

## 참고 하기
- 베트남의 군주 목록
- 외왕내제
- 일본 국왕
- 조공